# Pachymerola mariaeugeniae
Pachymerola mariaeugeniae är en skalbaggsart som beskrevs av Noguera 2005. Pachymerola mariaeugeniae ingår i släktet Pachymerola och familjen långhorningar. Inga underarter finns listade i Catalogue of Life.